# Römische Familie
Der Begriff der römischen Familie beschreibt im antiken Rom einen Personenkreis, der unter der Vollmacht eines Familienoberhauptes, dem sogenannten pater familias, stand. Man zählte darunter alle Abkömmlinge eines gemeinsamen männlichen Vorfahren. Aber auch alle Sklaven und Freigelassenen des Familienoberhauptes konnten zur familia gehören. Keinesfalls darf angenommen werden, dass eine römische Familie grundsätzlich nach der heutigen Definition einer Kernfamilie aufgebaut war. Frühere Forschungen gingen davon aus, dass im antiken Rom die patriarchalische Großfamilie dominierte. Jedoch deuten neuere Erkenntnisse darauf hin, dass zumindest in der oberen Schicht in römischen familia auch durchaus Kernfamilien im heutigen Sinne vorkommen konnten.
Man geht davon aus, dass mit dem lateinischen Wort domus nicht nur das Haus, sondern auch alle im Gebäude lebenden Personen gemeint werden konnten. Der Herr über diese Hausgemeinschaft war der pater familias.

## Pater familias
Der pater familias stellte den Vorstand der Hausgemeinschaft dar. Ein Mann konnte nur pater familias werden, wenn er durch Geburt oder Ernennung römischer Bürger war. Dieser hatte die volle Verfügungsgewalt, die sogenannte patria potestas über alle unterstellten Gemeinschaftsmitglieder. Er hatte also Obhuts-, Rechtsvertretungs- und Führungsposition im Haushalt. Frauen konnten niemals die Rolle eines Familienoberhaupts einnehmen.
Somit war er auch Gesetzgeber in seiner Hausgemeinschaft und deren Mitglieder ihm gegenüber zur Gehorsamkeit verpflichtet. Widersetzte sich ihm eine der Personen des Haushalts, war er, legitimiert durch das Zwölftafelgesetz theoretisch berechtigt, über dessen Leben oder Tod (ius vitae necisque) zu entscheiden. Praktisch geschah dies jedoch eher weniger, da in diesem Fall das Familiengericht einberufen wurde, das über den Fall und dessen Urteil entschied. Die patria potestas behielt der pater familias bis zu seinem Lebensende bei. Anschließend ging sie an den ältesten Sohn über. Bis dahin befanden sich selbst seine erwachsenen und verheirateten Söhne unter seiner Vormundschaft und durften kein eigenes Vermögen erwerben. Dies führte gelegentlich zu paradoxen Zuständen, in denen die Söhne bereits das Amt des Senators besetzten oder anerkannte Feldherren waren und immer noch unter der Vormundschaft des pater familias standen. Zudem erlaubte das römische Gesetz bis zum Ende des römischen Reichs die Nichtanerkennung von Kindern der Ehefrauen durch den pater familias. Jedoch entsprach dies nicht den sittlichen Normen und dementsprechend wurde es auch weniger ausgeübt.

## Sklave-Herr-Beziehung in derfamilia

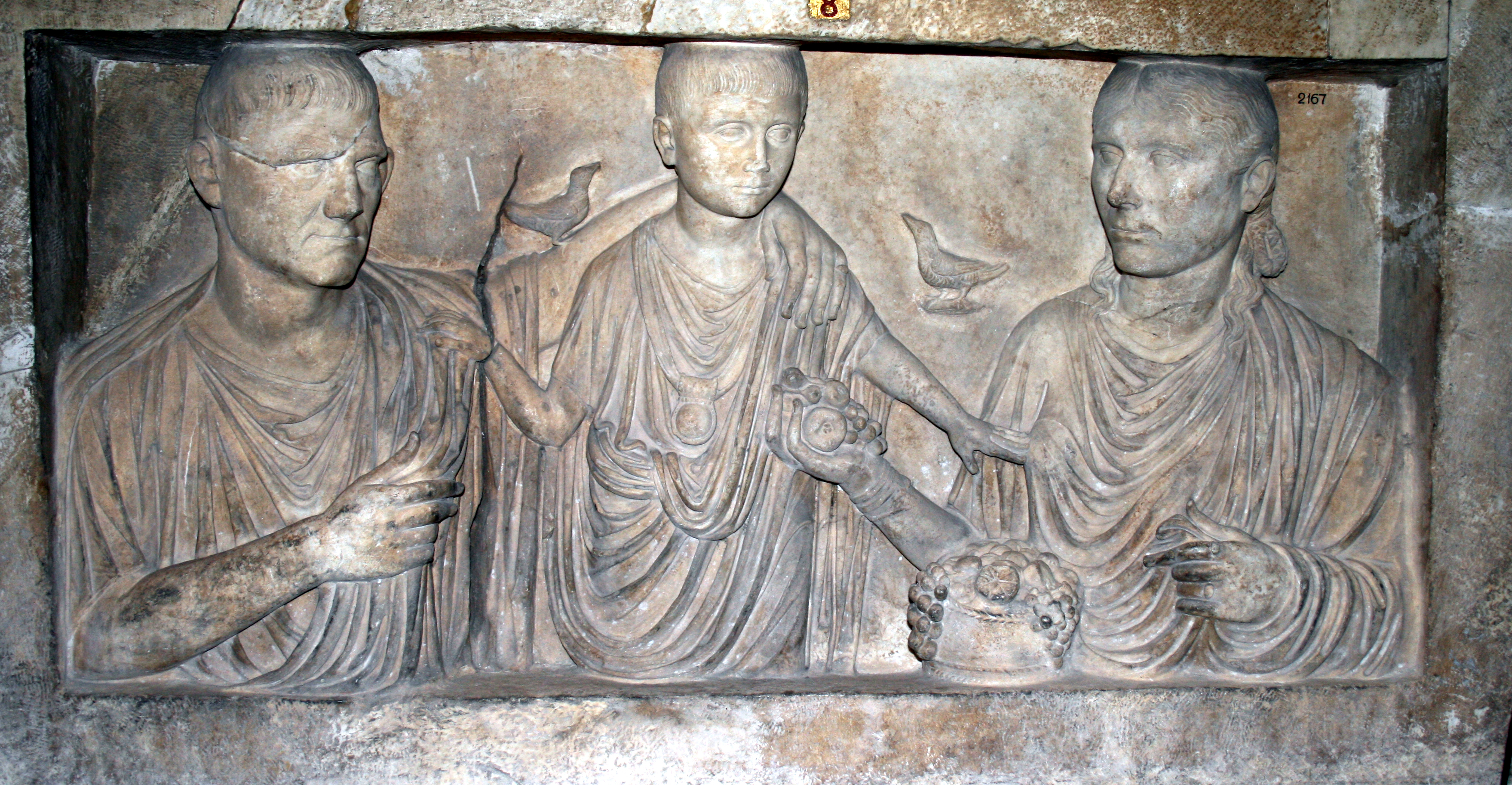
Grabmal der Familie eines Freigelassenen; der Sohn trägt die bulla, das Amulett der freigeborenen Kinder

Die meisten wohlhabenden Familien hatten Sklaven, die Arbeiten im Haushalt verrichteten. Gut ausgebildete Sklaven wurden auch als Hauslehrer oder Ärzte eingesetzt. Weibliche Sklaven dienten auch als Konkubinen.  Sklaven wurden juristisch nicht als Menschen, ausgestattet mit Menschenrechten, sondern als Sachen betrachtet. Sie hatten nicht das Recht zu heiraten, konnten aber eheähnliche Bindungen eingehen. Dies war jedoch oft schwierig, da ihr Herr die Möglichkeit hatte, diese Beziehungen zu unterbinden oder den sexuellen Zugang zu seinen Sklaven zu kontrollieren. Die Kinder einer Sklavin gehörten ihrem Herren. Der Hausherr konnte diese auf öffentlichen Sklavenauktionen handeln. Wie die Sklaven in einer Hausgemeinschaft behandelt wurden, hing vom Herren ab. Bekannt ist jedoch, dass zur Zeit des frühen römischen Reiches die Sklaven hart behandelt und für Fehlverhalten schwer bestraft wurden. So hat man beispielsweise Sklaven zur Strafe für die Flucht aus dem Haushalt ihres Herrn, die Buchstaben FUG (fugitivus = Ausreißer) auf die Stirn, oder bei Diebstahl in die Haut des Sklaven FUR (fur = Dieb) eingebrannt. Dass Grausamkeit der Hausherren gegenüber den Sklaven Konsequenzen nach sich zog, zeigt sich in Plinius’ Brief III. 1.4. So beschreibt er in einem seiner Briefe, wie mehrere Sklaven mit Messern auf den Senator Larcius Macedo einstachen, während dieser badete. Es gab aber auch durchaus Herren, die ihre Sklaven würdevoll behandelten. Er schreibt in seinem Brief III. 1.6 von seiner Fürsorge für seine erkrankten Sklaven. Laut seinen Schriften räumte er ihnen auch die Möglichkeit ein, ihren Willen zu äußern und gegebenenfalls die Befreiung von der Sklaverei zu gewähren. Sklaven konnten als Belohnung für ihre loyalen Dienste gegenüber ihrem Herren von diesem ihre Freiheit zugesprochen bekommen. Oft verfügte der Hausherr testamentarisch, dass seine Sklaven nach seinem Tod ihre Freiheit erhielten. Aber auch ein Freikauf durch den Sklaven selbst war möglich. Danach war der Sklave offiziell ein Freigelassener. Dennoch hatte er weder das Recht, an Wahlen teilzunehmen noch die Toga zutragen.

## Patrone und Klienten
Das römische Klientelwesen war ein gesellschaftliches Phänomen, das vor allem zur Zeit der Zweiten Republik im römischen Alltag Bestand hatte. Aber im Laufe der Zeit bis zu dem Aufstieg Kaiser Augustus hat es zunehmend an Bedeutung verloren. Beim Klientelwesen, beziehungsweise beim Patronat, handelte es sich um das persönliche und juristische Verhältnis zwischen dem Klienten und dem Patron. Kennzeichnend für die Beziehung war, dass ein Austausch von Gütern und Dienstleistungen von beiden Seiten ausging. Die an der Beziehung beteiligten Personen waren von unterschiedlichem Rang. So war der Patron, der Herr, meist ein Adeliger und der Klient eher eine Art Knecht, der eher aus der unteren Schicht kam.
Das Patronat beruhte auf dem Gedanken des do ut des, also dass man bei Empfangen einer Wohltat etwas im Gegenzug zurückgeben sollte. Auf diesem Grundsatz beruhte die Klient-Patron-Beziehung. Der Klient musste dem Patron gehorchen, diesen bei seinen Spaziergängen, den sogenannten meritoria salutatio, begleiten und bei öffentlichen Reden des Patrons diesen politisch unterstützen durch Aufmerksamkeit und heftigen Beifall. Zudem hat der Klient den Patron auch bei Wahlen durch seine Stimme unterstützt. Der Patron wiederum musste dem Klienten Fürsorge leisten. So nahm er sich für den Klienten Zeit und vertrat dessen Interessen. Der Patron konnte dem Klienten Beiträge (sportulae) zahlen, um ihn finanziell zu unterstützen und auf das Einhalten von Gesetzen bei seinem Klienten achten.

## Verlobung und Ehe
Die Jungen konnten ab einem Alter von 14 Jahren und die Mädchen ab einem Alter von 12 Jahren heiraten. Das tatsächliche Alter der Heirat lag jedoch bei Frauen etwa bei 15 bis 20 Jahren und bei Männern zwischen 25 und 35 Jahren. Die meisten Ehen wurden durch die Eltern der Jungen und Mädchen arrangiert. Die rechtliche Befähigung zur Ehe bezeichnete man als conubium. Dieses Recht besaßen nur römische Bürger. Dementsprechend konnten auch nur römische Bürger untereinander eine rechtlich fixierte Ehe, das matrimonium, eingehen. Ein weiteres Kriterium für das rechtsgültige Eingehen einer Ehe war der consensus, also die Einwilligung zur Ehe sowohl durch den Mann als auch die Frau. Befanden sich die Frau und der Mann noch unter der Gewalt der patria potestas, wurden zusätzlich noch die Erlaubnisse zur Eheschließung von den pater familias benötigt. Die Verlobung wurde durch eine Verlobungsfeier (sponsalia), bei der der Mann seiner Zukünftigen einen Verlobungsring (anulus pronubius) übergab, und einen Ehevertrag offiziell gemacht. In dem Vertrag wurden finanzielle Angelegenheiten festgelegt, und der Vater musste eine Mitgift vereinbaren. Nach der Verlobung wohnte die Verlobte weiterhin bis zur Hochzeit in ihrem Elternhaus. Die Eheschließung wurde durch Hochzeitszeremonien gefestigt.
Es gab verschiedene Eheformen in Rom. Die Art der Eheschließung, bei der die Ehefrau aus der „Hand“ (manus) ihres Vaters an die des Ehemannes beziehungsweise des Schwiegervaters überwechselte, bezeichnete man als manus-Ehe. Die Frau schied damit aus ihrer Herkunftsfamilie aus und wurde Teil der Familie ihres Ehemannes. Ihr Besitz ging in den ihrer neuen Familie über. Eine Scheidung war fast unmöglich. Die Manusehe war zur Zeit der Könige und frühen römischen Republik verbreitet. In der späten Republik Roms und zur Kaiserzeit verlor die Manusehe an Bedeutung und wurde kaum noch geschlossen. Später im ersten Jahrhundert v. Chr. wurde das einfache Zusammenleben von römischen Paaren unabhängig von einer Zeremonie als Eheform zunehmend üblicher. So lange die Frau das Haus ihres Mannes jedes Jahr für drei Tage verließ, blieb die Ehe manus-frei. Das bedeutete, dass die Frau nicht Teil der Familie des Mannes wurde, sondern weiter der Vormundschaft des pater familias ihrer eigenen Familie unterstand. Mit ihren Kindern galt sie damit als nicht verwandt. Sie bzw. ihre Familie behielt aber das Recht an ihrer Mitgift und ihrem Vermögen.
Zur Zeit des frühen Rom wurde von den Frauen erwartet, dass sie ihrem Ehemann jederzeit gehorchen. Sie waren zwar ebenso Herrinnen in der Hausgemeinschaft, dennoch konnten ihre Männer sie bei falschem Verhalten bestrafen. Es gab aber auch durchaus Männer, die ihre Ehefrauen mit Respekt behandelten. So zeugten römische Grabinschriften von liebevollen Beziehungen der Ehemänner zu ihren Frauen. Auch aus Ciceros Briefen an seine Frau Terentia und seine Kinder lässt sich entnehmen, dass vom Ehemann selbst eine Fürsorge und Liebe zu seiner Frau ausging.
Scheidungen waren im Rahmen einer Manusehe nur unter bestimmten Bedingungen möglich und daher bis ins dritte vorchristliche Jahrhundert selten. Zunächst hatte nur der Mann das Recht, sich von seiner Ehefrau zu scheiden. Ab dem zweiten Jahrhundert v. Chr. sind häufiger Scheidungen überliefert, die auch immer öfter von den Frauen bzw. deren gesetzlichen Vertretern ausgingen. Bekannte Beispiele für oft mehrfache Scheidungen und Wiederverheiratungen sind Cicero, Augustus und Plinius der Jüngere. Unter der Regierung des Augustus wurde die Möglichkeit einer Scheidung erschwert und musste begründet werden. Als Gründe konnte der Mann hierfür anführen: Kinderlosigkeit, Ehebruch oder Giftmischerei durch die Frau. Die Ehefrau hingegen durfte eine Scheidung von ihrem Mann damit begründen, dass dieser möglicherweise einen Raub oder Mord getätigt haben könnte. Das änderte allerdings nichts daran, dass Ehen, die in erster Linie als Bündnisse zwischen Familien angesehen wurden, vom pater familias aufgelöst wurden, wenn sich eine günstigere Verbindung ergab, teilweise auch ohne Zustimmung der Ehepartner. So musste sich der spätere Kaiser Tiberius auf Geheiß seines Stiefvaters Augustus von Vipsania Agrippina scheiden lassen, um Augustus’ verwitwete Tochter Iulia zu heiraten. Mark Aurel erließ schließlich ein Gesetz, das dem pater familias verbot, eine glückliche Ehe aufzulösen.

## Kinder und Erziehung in derfamilia
Bei der Geburt eines Kindes wurde dieses zunächst, vermutlich von einer Hebamme (obstretix), auf seine Lebensfähigkeit überprüft. Anschließend wurde es vor dem pater familias auf den Boden gelegt. Hob er das Kind vom Boden auf, so erkannte er es symbolisch als sein eigenes an. Dieser Aufnahmeritus in die familia durch den pater familias nannte sich confessio patris.
Am Tag des dies lustricus, bei Mädchen am achten Tag und bei Jungen am neunten Tag nach der Geburt, bekam das Kind einen Namen und eine Halskette mit einem Amulett. Dieses Amulett nannte sich bulla und kennzeichnete das Kind als freigeboren.
Die ersten sechs Jahre blieben die römischen Kinder einer familia Zuhause und wurden von der Mutter und dem Vater, den Sklaven oder einem Kindermädchen betreut. Fundstücke von Spielzeugen wie Stoffpuppen oder Kinderrasseln in Tierformen deuten darauf hin, dass die römischen Kinder zunächst ihre Zeit mit Spielen verbrachten und eine relativ unbeschwerte Kindheit hatten.
Jungen genossen im alten Rom tendenziell eher eine Ausbildung, als es bei Mädchen der Fall war. Dementsprechend erreichten die Jungen durchschnittlich einen höheren Bildungsstandard.
Zur frühen Zeit Roms bis zum Ende des ersten Jahrhunderts v. Chr. wurden die Jungen unter der Strenge des Hausvaters erzogen. Die Mutter und die Sklaven kümmerten sich um die grundlegenden Bedürfnisse der Kinder. Sobald diese nach Ansicht des Vaters ein ausreichendes geistiges Grundverständnis erreichten, kümmerte sich der Vater um die Bildung des Jungen. So schrieb Plutarch über Cato (Das Leben des Cato XX.3-6), dass dieser die Erziehung seines Sohnes in seine eigene Hand nahm und ihm seine Erfahrung und Wissen selbst vermittelte.
Ein römischer Junge startete in der Regel seine Grundschulausbildung im Alter von etwa 6 bis 7 Jahren. Wenn er von einer ausreichend wohlhabenden Familie kam, konnte er von einem Privatlehrer zu Hause unterrichtet werden. War dies nicht der Fall, besuchten die Jungen eine Schule (ludus), die meist in einem Raum war, der sich neben einem Geschäft oder Haus befand und von einem Lehrer (magister ludi) geführt wurde. In der Schule lernten die Jungen Lesen, Schreiben und Rechnen. Der Schultag eines Schuljungens im alten Rom begann bereits vor Aufgang der Sonne. Er wachte auf, machte sich mit der Hilfe seiner Sklaven fertig für die Schule und verabschiedete sich unter der Gefolgschaft seines Schulbegleiters von seinen Eltern, um anschließend zur Schule aufzubrechen. Der Unterricht wurde zur Mittagszeit unterbrochen, und die Kinder gingen nach Hause, um zu essen. Am Nachmittag setzte der Unterricht fort. Nach der Schule oder in den Ferien verbrachten die Jungen ihre Zeit damit, mit ihren Freunden zu spielen.

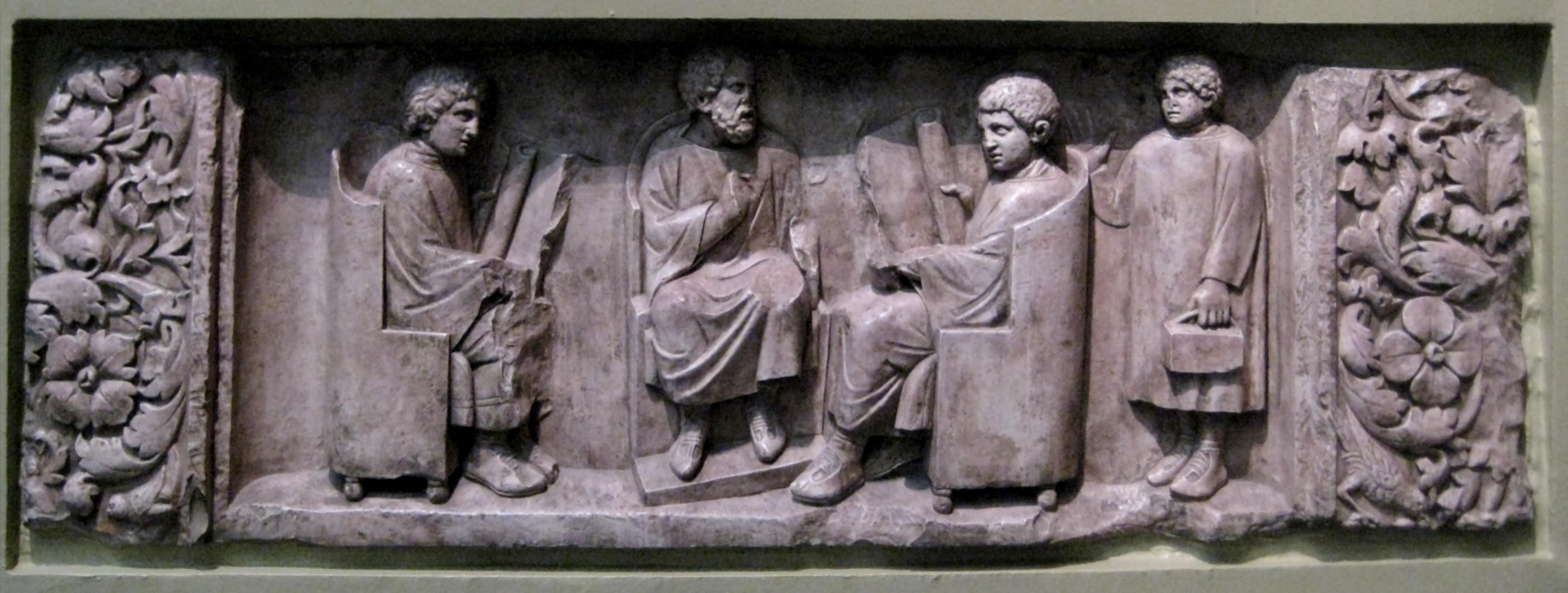
Lehrer mit drei Schülern, Neumagen, 180–185 n. Chr.

Im Alter von zehn bis elf Jahren konnten die Jungen gegebenenfalls noch eine weiterführende Schule, grammaticus genannt, besuchen. Dort wurden sie in lateinischer und griechischer Literatur, Sprachen, Geschichte, Geografie, Geometrie, Musik und Astronomi unterrichtet.
Anschließend konnten die Schüler im Alter von 13 bis 14 Jahren zusätzlich noch eine weitere Schule bei einem rhetor besuchen. Die Jungen lernten dort das Debattieren und die Kunst der Rhetorik.  Diese Schule war vor allem für diejenigen von Bedeutung, die nach einer Karriere im Bereich Politik und Rechtsprechung strebten. Erreichte ein Junge das sechzehnte Lebensjahr, galt er als erwachsener Mann.
Während nach Ansicht der alten Römer die Entwicklung eines Mannes in einem Dreiphasenmodell von Kindheit, junger Mann und Mann durchlief und die Möglichkeit zur sexuellen Freizügigkeit hatte, waren die Frauen im alten Rom in ihren Freiheiten während ihrer Entwicklung eingeschränkter. Man glaubte, dass die Frauen keine konzeptionalisierte Phase der Pubertät erlebten. Als Kinder wurden sie vom Vater vor sexuellem Zugang geschützt und wuchsen anschließend zu Frauen auf, die Ehefrauen waren und von ihren Ehemännern geschützt wurden. Bereits früh wurden Mädchen auf ihre gesellschaftliche Rolle als Ehefrau vorbereitet. So nahmen zunächst die Mutter oder eine Verwandte die frühe Erziehung der Mädchen in die Hand, die Mädchen lernten Spinnen und Weben. Wenn die Eltern Schulgeld bezahlen konnten, hatten auch Mädchen wie die Jungen die Möglichkeit, eine Grundschule zu besuchen. Jedoch mit dem Unterschied, dass Mädchen heiratsbedingt meist früher mit der schulischen Ausbildung aufhören mussten. Reichere Familien konnten sich gegebenenfalls auch Privatunterricht für ihre Töchter in Gesang, Tanz und dem Erlernen eines Musikinstruments leisten.

## Mos maiorum
Die Römer richteten ihr politisches und gesellschaftliches Handeln nach Vorbild ihrer Vorfahren (maiores = Älteren) aus. Diese sozialen Normen und Bräuche (mos maiorum) wurden auf diese Weise fortgeführt und weitergegeben. Besonders Vorfahren derjenigen, die heldenhaft Taten (virtus) in Kriegen vollbrachten oder einst hohe Ämter bekleidet haben, galten als vorbildlich. Die römischen Nachfahren nahmen diese als exempla (Beispiele) und versuchten, diese Vorbilder nachzuahmen. Das Prestige einer römischen Familie eines Senatorstandes stieg, je mehr angesehene Vorfahren, wie Politiker oder Feldherren, im Familienstammbaum vorzuweisen waren. Man hat im Empfangszimmer eines römischen Hauses die Gesichter berühmter Vorfahren als Wachsmasken  ausgestellt. Vor allem die Schriften des römischen Philosophen Seneca sind ein benanntes Beispiel dafür, dass tugendhaften Taten und tugendhaftes Handeln der Vorfahren als Vorbild genommen wurden. In diesen Texten nimmt Seneca zum Beispiel Marcus Porcius Cato den Jüngeren als Beispiel für das römische Verständnis von Tugendhaftigkeit (virtus).

## Ehefrauen (uxores in manu)
Eine Ehefrau im alten Rom wurde als matrona bezeichnet. Sie hatte vor allem die Aufgabe, Kinder zu gebären, sie aufzuziehen sowie Hausarbeiten wie Spinnen, Weben und Nähen zu verrichten und im Haushalt die Sklaven und Bediensteten zu beaufsichtigen. Von ihr wurde erwartet, dass sie als Merkmal für ihre Tugend in Bescheidenheit (Pudicitia) lebte. Der Alltag einer römischen Ehefrau konnte in etwa folgendermaßen aussehen: Während ihr Ehemann am Morgen seinen Geschäften nachging, kümmerte sie sich um den Haushalt und richtete sich selbst her. Anschließend verbrachte sie mit ihrem Mann gemeinsame Freizeit, man ging zusammen ins Theater oder die Therme.
Die Frau war dem Ehemann untergeordnet. Die Dominanz des Mannes spiegelte sich auch in der eingeschränkten Handlungsfähigkeit der Frau bei politischen, finanziellen und rechtlichen Fragen wider. So musste sie die Zustimmung eines männlichen Familienmitglieds nachweisen, um in Finanzen und Recht mitbestimmen zu können. Ab 17 v. Chr. jedoch erhielten die römischen Ehefrauen mit der durch Kaiser Augustus in seinen Ehegesetzen eingeführten Ausnahmeregelung die Möglichkeit, nach der Geburt von drei Kindern von der Vormundschaft ihres Ehemannes oder eines männlichen Verwandten, der sogenannten tutela, befreit zu werden. Sie erhielten somit ihre volle Rechts- und Finanzfähigkeit. Im Falle eines Erbfalls hatten die Frauen in Rom das Recht in gleichen Teilen, eingeschränkt auch von ihrem Ehemann zu erben.

## Familiennamen
Der Familienname wurde vom pater familias geführt. Ein Name sah im alten Rom standardmäßig folgendermaßen aus: Vorname, Familienname (Nomen gentile) und gegebenenfalls Zusatznamen (cognomen) Der cognomen war wie eine Art Spitzname und ein Mann konnte diesen aufgrund seines äußeren Erscheinungsbilds, Verdiensten oder Eigenschaften erhalten. Der älteste Sohn einer familia erhielt meistens den gleichen Vornamen wie der pater familias. Bei Mädchen wurde der Vorname weggelassen und gegebenenfalls bei mehreren Mädchen in der familia einfach noch „die Jüngere“ oder „die Ältere“ als cognomen angefügt. Schloss eine Frau eine Manusehe, legte sie ihren Familiennamen ab und nahm den ihres Ehemannes an. Freigelassene nahmen den Namen ihres Herren an, dem ihr eigener Name als cognomen angehängt wurde.

## Kindesaussetzung und Adoption
Kinder, die nicht vom pater familias anerkannt wurden, konnten entweder getötet, verkauft oder ausgesetzt werden. Dabei war das Aussetzen eines Kindes die häufigste Option für viele römische Familien. Dies geschah vor allem, wenn die Säuglinge schwach oder missgebildet waren. Familien aus der unteren Schicht setzten vermehrt Mädchen aus, denn die Familie musste eine Mitgift an den zukünftigen Ehemann der Tochter zahlen, an den sie verheiratet werden sollte. Die Zahlung der Mitgift konnten sich ärmere Familien oft nicht leisten, vor allem wenn bereits schon mehrere Mädchen geboren worden waren. Die abgelegenen Plätze in Rom, an denen Kinder ausgesetzt wurden, waren bekannt. Frauen, die ein Kind verloren hatten oder vergeblich versuchten, auf natürliche Art ein Kind zu bekommen, nahmen hin und wieder Findelkinder mit. Andere wiederum nahmen die ausgesetzten Kinder mit, um sie später als billige Arbeitskräfte zu benutzen.
In der römischen Gesellschaft waren Adoptionen möglich und üblich. Wenn sich eine römische Familie für eine Adoption entschieden hatte, konnte das mehrere Gründe haben. Ein Motiv konnte sein, dass das Bedürfnis bestand, ein Kind zu haben. Und somit auch unverheiratete Männer ihren Kinderwunsch erfüllen konnten. Zudem war Adoption auch ein Mittel, um sich eine geeignete Erbin beziehungsweise geeigneten Erben auszusuchen und somit die Familie und dessen Hausgötter- und Ahnenkultes (sacra) aufrechtzuerhalten. Ärmere mittellose Familien gaben ihre Kinder oft in Adoption, um deren Versorgung zu gewährleisten. Zudem konnten Personen sich adoptieren lassen, um bestimmte politische Positionen zu erreichen. Familien, die viele Söhne hatten, waren oft bereit, diese von anderen Familien adoptieren zu lassen. Der Vorteil war hierbei, dass dies wünschenswerte familiäre Bindungen schuf und die Chancen für ihre anderen Söhne verbesserte. Somit war die Freigabe der Söhne zur Adoption für beide Familien vorteilhaft. So konnte die eine Familie das Problem lösen, dass sie nicht genug Erbe für die vielen Söhne hatte und zum anderen die Adoptivfamilie einen Nachfolger hatte, der die Erbfolge antreten konnte.
Das römische Adoptionsgesetz erlaubte es nicht, dass eine nicht römische Person von einem römischen Bürger adoptiert werden konnte. Freigelassene jedoch zählten zu römischen Bürgern und konnten somit auch adoptiert werden.
Die Übergabe eines Sohnes bei einer Adoption von einer Familie zur anderen kann in zwei Kategorien unterteilt werden:
1. Entweder der Junge oder Mann war noch unter der Vormundschaft eines pater familias (alieni iuris), oder er war bereits selbst der Vorstand, ein pater familias seiner Familie (iuris sui).[39]
2. Hatte der Sohn den Status eines alieni iuris, brachte er in seine Adoptivfamilie keinen eigenen Besitz mit. Falls er bereits eine eigene Familie und Kinder hatte, blieben diese in der Ursprungsfamilie. Wurde jedoch ein iuris sui adoptiert, brachte dieser seinen ganzen Besitz, inklusive eigene Nachkommen, in die neue Familie mit. Diesen Prozess der Adoption nannte man Adrogation. Die Adoption war auch für römische Bürger eine Möglichkeit, nichteheliche Kinder zu legitimieren.[40]

Das Verfahren der adrogatio bestand ursprünglichen aus einer Kombination von sakralrechtlichen und öffentlich-rechtlichen Verfahren. Zunächst wurde mit einer Anzeige bei dem Priesterkollegium (pontifices) begonnen. Dabei haben die Priester ein Gutachten (decretum pontificum) durchgeführt. Die pontifices prüften Kriterien, wie beispielsweise das Alter und die Zeugungsfähigkeit, oder die Beweggründe für eine adrogatio. Die zu arrogierende Person musste ihren sacra feierlich abzuschwören (detestatio sacrorum). War das Gutachten des Pontifikalkollegiums positiv, war der sakralrechtliche Abschnitt vorbei und es wurde mit dem öffentlichen Teil des Verfahrens fortgesetzt. Dabei war das Volk (populus) in Form der ältesten römischen Volksversammlung (comitia curiata) beteiligt, die von einem sakralen Beamten (pontifex maximus) geleitet wurde. Zuerst wurden nun die arrogierende und die arrogierte Person gefragt, ob sie der adrogatio zustimmten. Nach einer Zustimmung seitens beider, folgte eine Frage an die Volksversammlung, ob sie der Adrogation zustimmen. Wenn diese ebenfalls positiv ausfiel, war die Adrogation abgeschlossen.
Bei der adoptio wiederum, war kein Konsens von der zu adoptierenden Person nötig. Da ihr pater familias über sie herrschte, war die Zustimmung nur zwischen diesem und der annehmenden Person ausreichend. Das Adoptionsverfahren war ein privatrechtliches Verfahren, das von einem Magistrat durchgeführt und von diesem bestätigt wurde. Das Verfahren selbst bestand aus zwei Phasen. In der ersten Phase wurde die zu adoptierende Person aus der patria potestas ihres ursprünglichen pater familias, befreit. In der zweiten Phase wurde die adoptierende Person mit dem Status eines Kindes an die annehmende Person überführt.